# Šlezija
Šlezija (poljsko Śląsk, nemško Schlesien, češko Slezsko, gornjelužiškosrbsko Šleska) je zgodovinska pokrajina v Srednji Evropi. Meri okoli 40.000 km2.  
Po zadnjih spremembah meja v letih 1922 in 1945 je Šlezija zdaj večinoma na Poljskem, Hultschiner Ländchen v južnem delu Zgornje Šlezije (Górny Śląsk) in večji del nekdanje avstrijske dežele Šlezije na Češkem (České Slezsko), drug manjši del na zahodu nekdanje pruske pokrajine Spodnja Šlezija pripada Nemčiji, ki je od njene združitve 1871 do konca 1. svetovne vojne posedovala veliko večino njenega ozemlja. Šlezija je 1526 pripadla češki kroni kot sestavni del Habsburške monarhije, po Šlezijskih vojnah med Habsburžani in Hohenzollerni pa leta 1742 Prusiji. 
Šlezija leži v porečju zgornjega in srednjega toka reke Odre ob gorovju Sudeti in Beskidi. V šlezijskem jeziku oz. lokalnem poljskem narečju ji rečejo Ślonsk ali Ślunsk (izg. Ślōnsk, Ślůnsk), pa tudi Ślązek, Śląsko, Szlązek idr. Šlezija je pomembno industrijsko območje, tam izkopavajo rudo in železo. Največje mesto in središče Šlezije je zdaj poljski Vroclav (do 1945 nemško mesto Breslau). V zgornji Šleziji je največja urbana zgostitev v rudarsko-industrijskem bazenu okoli Katovic, na Češkem pa okoli Ostrave.